# L'Herbergement
 L'Herbergement  es una población y comuna francesa, en la región de Países del Loira, departamento de Vendée, en el distrito de La Roche-sur-Yon y cantón de Rocheservière.

## Demografía
| 1306 | 1414 | 1531 | 1654 | 1706 | 1896 |
| Para los censos de 1962 a 1999 la población legal corresponde a la población sin duplicidades (Fuente: INSEE [Consultar]) |      |      |      |      |      |